# Famille d'Oberstein
La famille d'Oberstien ou seigneurs d'Oberstein est une branche de la famille Stein à Idar-Oberstein dans l'actuelle Rhénanie-Palatinat, qui s'est éteinte à la fin du 17e siècle.

## Histoire

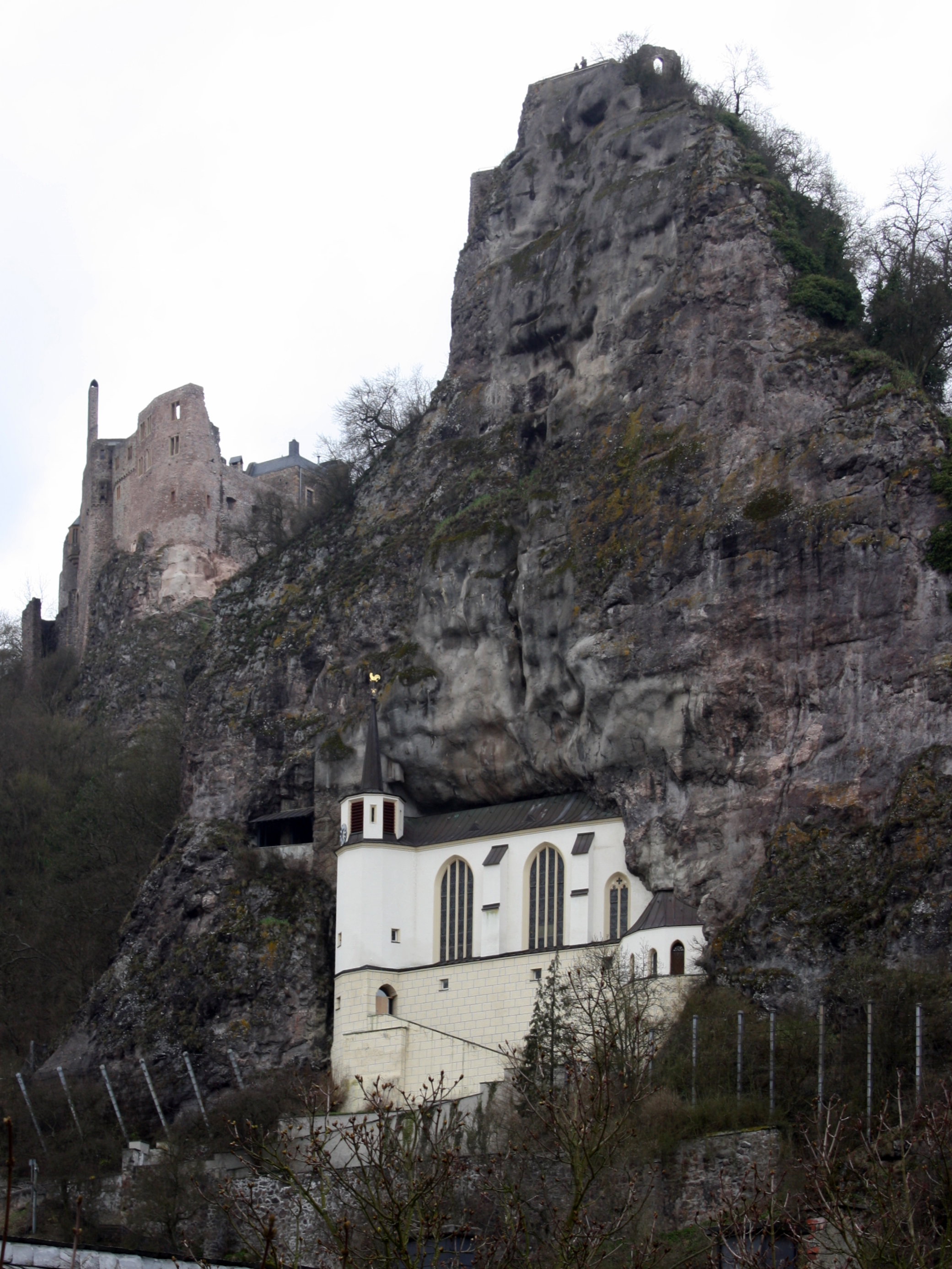
La Felsenkirche Idar-Oberstein; à droite au-dessus du château de Bosselstein, à gauche le château d'Oberstein

Les ancêtres des seigneurs d'Oberstein et de leurs parents de Daun-Oberstein s'appelaient eux-mêmes "von Stein" ou "vom Stein" (en français : « de pierre ou de la pierre »), latin de petra ou de lapide, et venaient de la région de la ville actuelle d'Idar-Oberstein. Un château troglodyte sur le site de l'église rupestre d'aujourd'hui est supposé être le siège le plus ancien. Le premier membre documenté est Everhardus de Steina, 1075. Peu avant 1200, le nouveau château de Bosselstein a été construit au-dessus du château troglodyte, même s'il s'appelait encore château de Stein à l'époque. En 1197, les frères Eberhard de Petra et Werner de Petra ont donné leur château de Stein à l'archevêque Johann I de Trèves comme fief.
Avec ces frères commence la séparation de la famille en deux lignées. Un petit-fils d'Eberhard de Petra, Eberhard junior, épousa vers 1245 Juliane, héritière de Wirich von Daun. Leur fils Wirich I (1261-1301) a hérité des parts de Daun dans les châteaux de Nanstein et de Wilenstein par l'intermédiaire de sa mère, et des parts du château de Stein par l'intermédiaire de son père et de son neveu. Il était marié à Kunigunde Raugräfin zu Neuenbaumberg († 25 février 1307). Wirich I. et Kunigunde sont les ancêtres des "Seigneurs de Daun-Oberstein" dominants plus tard, qui portaient le treillis de Daun dans leurs armoiries.
Les descendants de l'autre frère Werner de Petra forment l'autre lignée principale des "Seigneurs d'Oberstein". Leur blason montre un lion couronné en rouge sur un fond argenté.
Les seigneurs d'Oberstein étaient en conflits constants avec leurs parents Daun-Oberstein. Dans ce contexte, une nouvelle maison permanente a été construite à distance de cri du château de Stein vers 1320, plus tard connue sous le nom de château d'Oberstein. L'ancien château de Stein, qui entre-temps s'appelait aussi Oberstein, est maintenant appelé château de Bosselstein pour la différenciation conceptuelle, après la ligne de touche du "Bossel vom Stein" qui s'est éteint au XIVe siècle.
Les seigneurs d'Oberstein ont pu acquérir des possessions à Odenbach am Glan et à Offstein près de Worms. Après un partage des biens entre les frères Syfried et Andreas en 1364, les seigneurs d'Oberstein se séparent à nouveau en une ligne Gundheim et une ligne Kredenburg jusqu'à Alsterweiler. Ils abandonnent finalement leur château ancestral de Bosselstein en 1435, faisant la famille Daun-Oberstein l'unique propriétaire du domaine d'Oberstein. Les descendants d'Andreas ont créé de nouvelles résidences et de petits domaines au château de Wildenstein sur le Donnersberg ainsi qu'à Gundheim et à Kredenburg près de Neustadt.

### LigneKredenburg
La ligne Kredenburg zu Alsterweiler s'éteignit en 1602 dans la ligne masculine. Des pierres tombales élaborées de la branche familiale du XVIe siècle ont été conservées à l'église paroissiale catholique de Maikammer. Il ne reste que les plus petits vestiges de leur siège, le Kredenburg, y compris un blason du Viax von Oberstein de l'année 1548. Le doyen de la cathédrale de Mayence Richard von Oberstein († 1487) et son frère, l'archidiacre de Spire Andreas von Oberstein († 1450) sont issus de cette branche.

### LigneGundheim

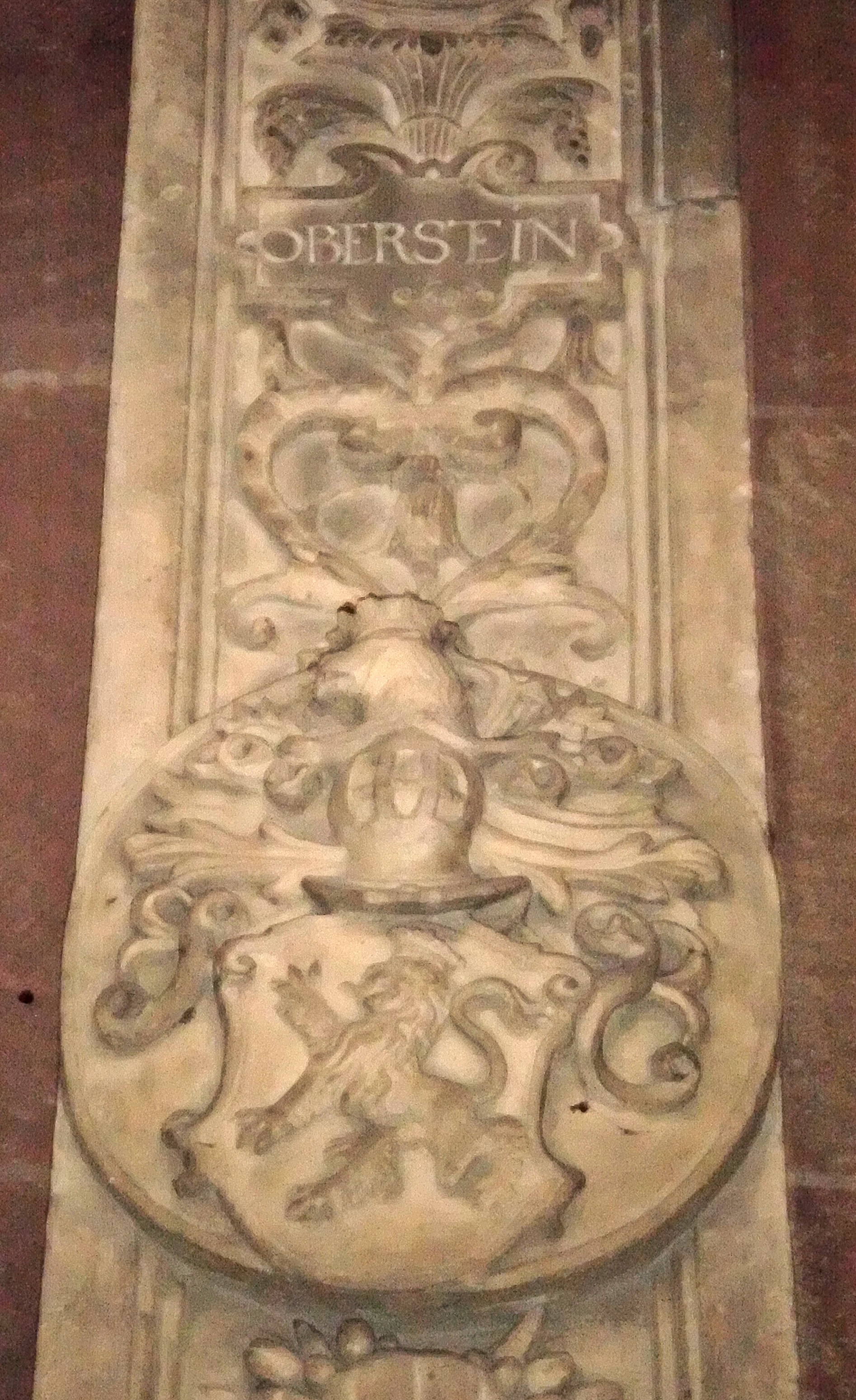
Armoiries d'Oberstein de la tombe du chanoine Eberhard von Heppenheim dit vom Saal († 1559) dans la cathédrale de Worms

La ligne Gundheim était située au château de Gundheim, dont il ne reste que quelques vestiges. Cette branche s'éteignit en 1683 avec Wolf-Ernst von Oberstein, chanoine de Mayence, Worms, Spire. La famille était installée à Gundheim avant 1405. Cette année-là, le roi Ruprecht conféra à Seyfried vom Stein le château impérial de Gundheim et ses parts dans le village. La famille a continué à agrandir cette propriété au cours des générations suivantes, de sorte qu'elle est devenue la force dominante du village et a conservé cette position jusqu'à sa disparition. Rosine, la sœur du chanoine Wolf Ernst, épousa Georg Philipp von Greiffenklau en 1650. Leur fils Johann Erwein von Greiffenklau a été inféodé le 3 décembre 1699, dans le cadre de la succession, par l'électeur Johann Wilhelm avec les anciens domaines Oberstein à Gundheim. L'empereur Leopold I l'a confirmé et Gundheim est resté avec la famille Greiffenclau jusqu'à la fin de la période féodale. Une pierre tombale d'armoiries fortement altérée à l'église catholique et une pierre d'armoiries d'alliance partiellement rongée par le temps et mal peinte de 1506 sont les reliques survivantes d'Oberstein à Gundheim. L'important doyen de la cathédrale de Spire, Andreas von Oberstein (1533-1603), était issu de la branche Gundheim de la famille. Cette partie de la famille possédait également l'autorité locale de Steinbach au Mont-Tonnerre, où les chevaliers Siegfried et Johannes d'Oberstein ont fait don d'une image de la Vierge Marie et y ont fait construire l'église du village entre 1450 et 1452. Ici, une inscription commémorative gothique fait référence à la fondation et au nouveau bâtiment qui en résulte.

## Blason

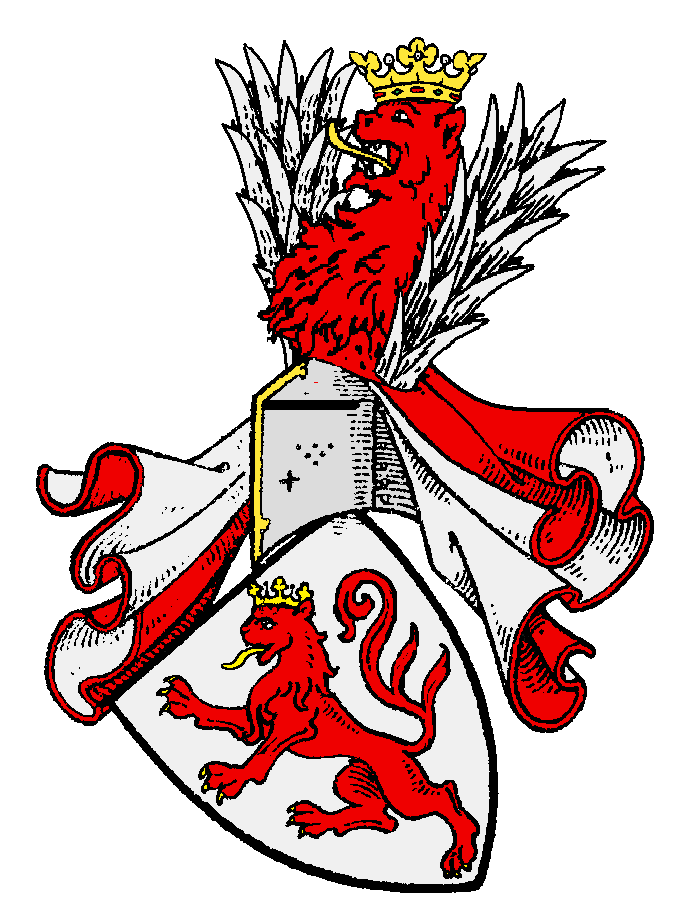
Blason de la famille d'Oberstein

En argent un lion rouge couronné d'or. Sur le casque avec des lambrequins rouges et argentées comme cimier, une croupe de lion couronnée d'or rouge poussant entre deux plumes d'argent.

### Armoiries historiques

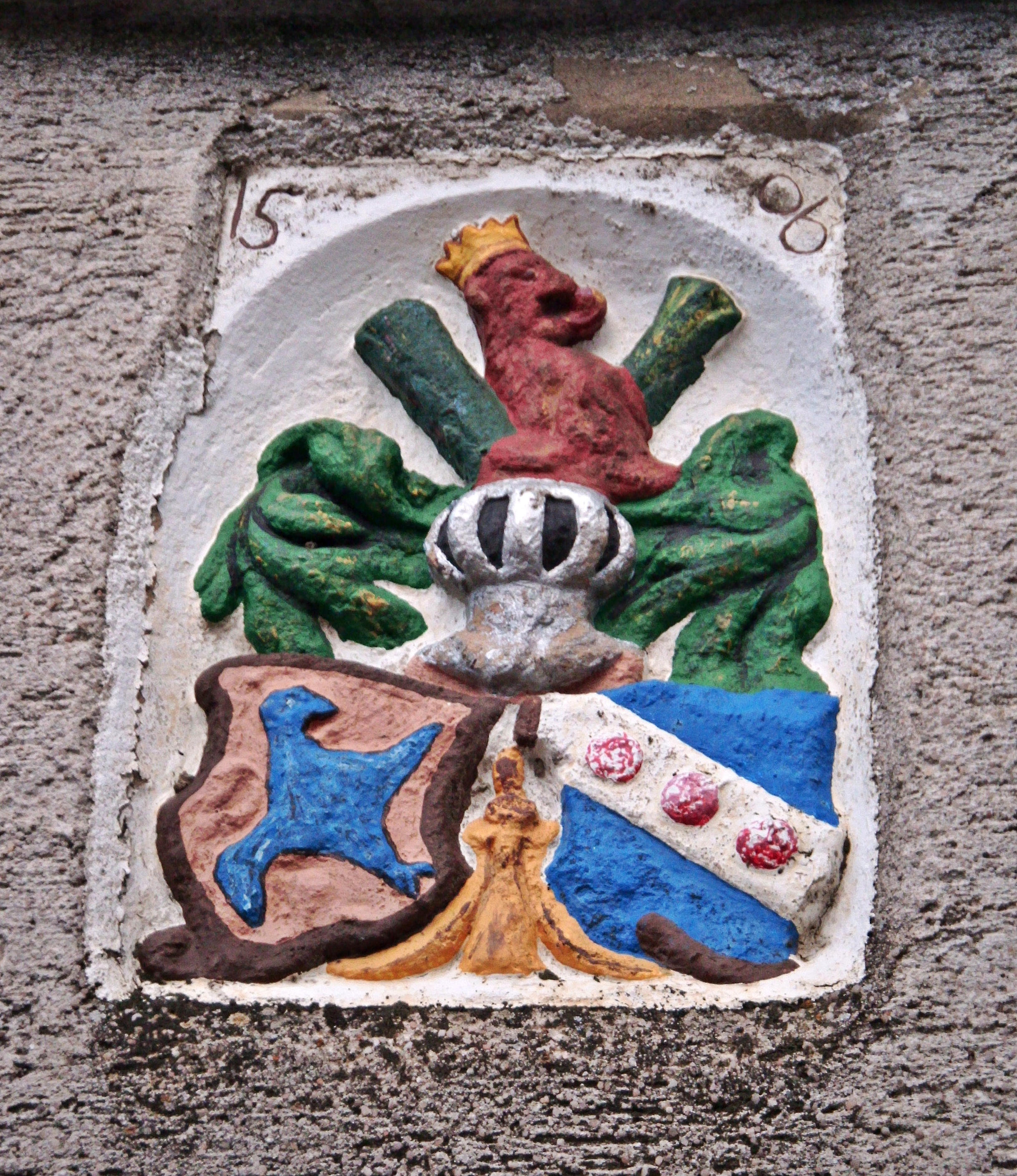
Wappenstein, Oberstein (à gauche), Schliederer von Lachen (à droite), 1506 (partiellement patiné et mal peint), Gundheim, Hauptstraße 29
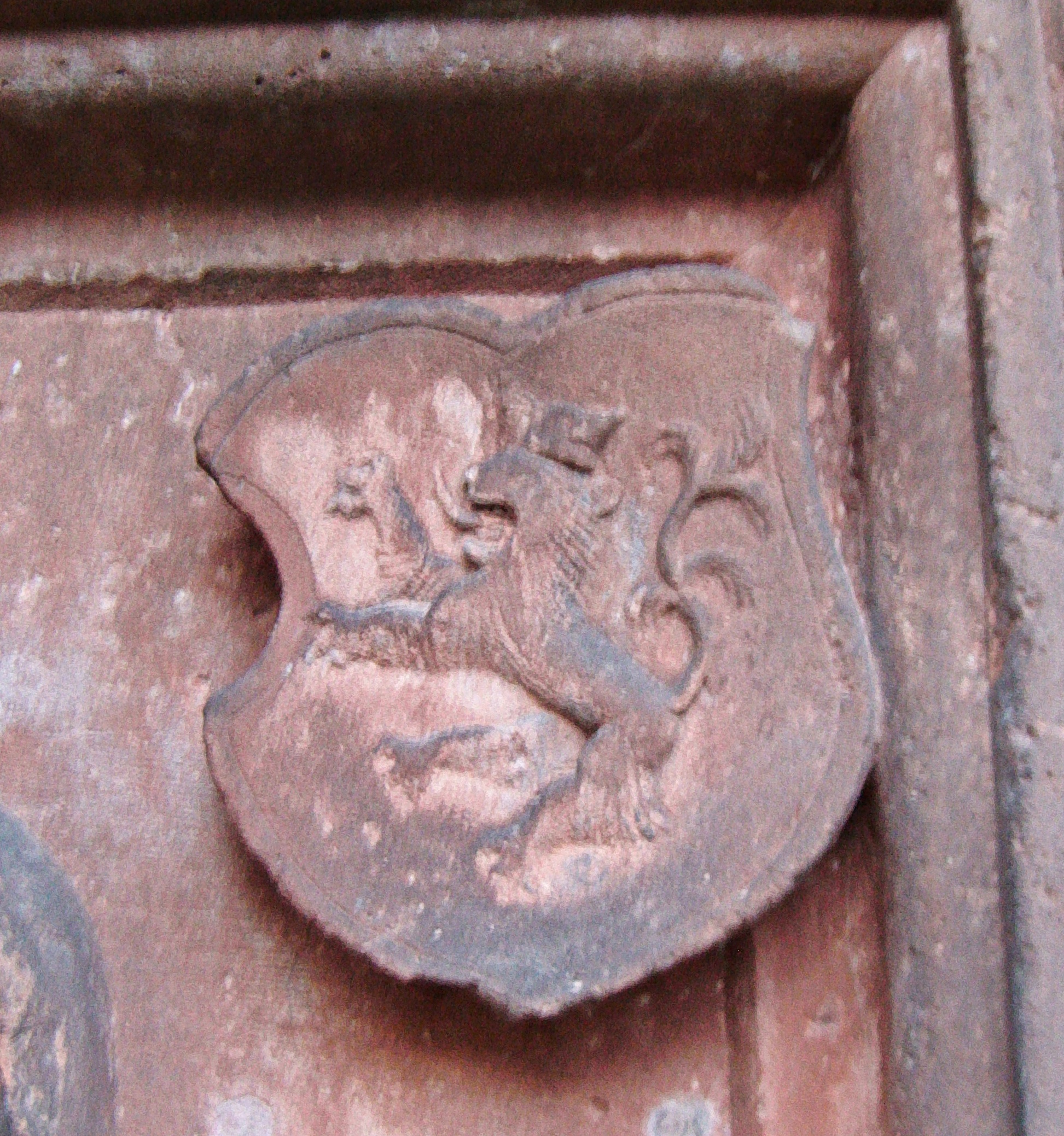
Armoiries des seigneurs d'Oberstein, provenant de la tombe de l'abbesse Barbara von Heppenheim, nommée vom Saal († 1567), monastère de Rosenthal (Palatinat)
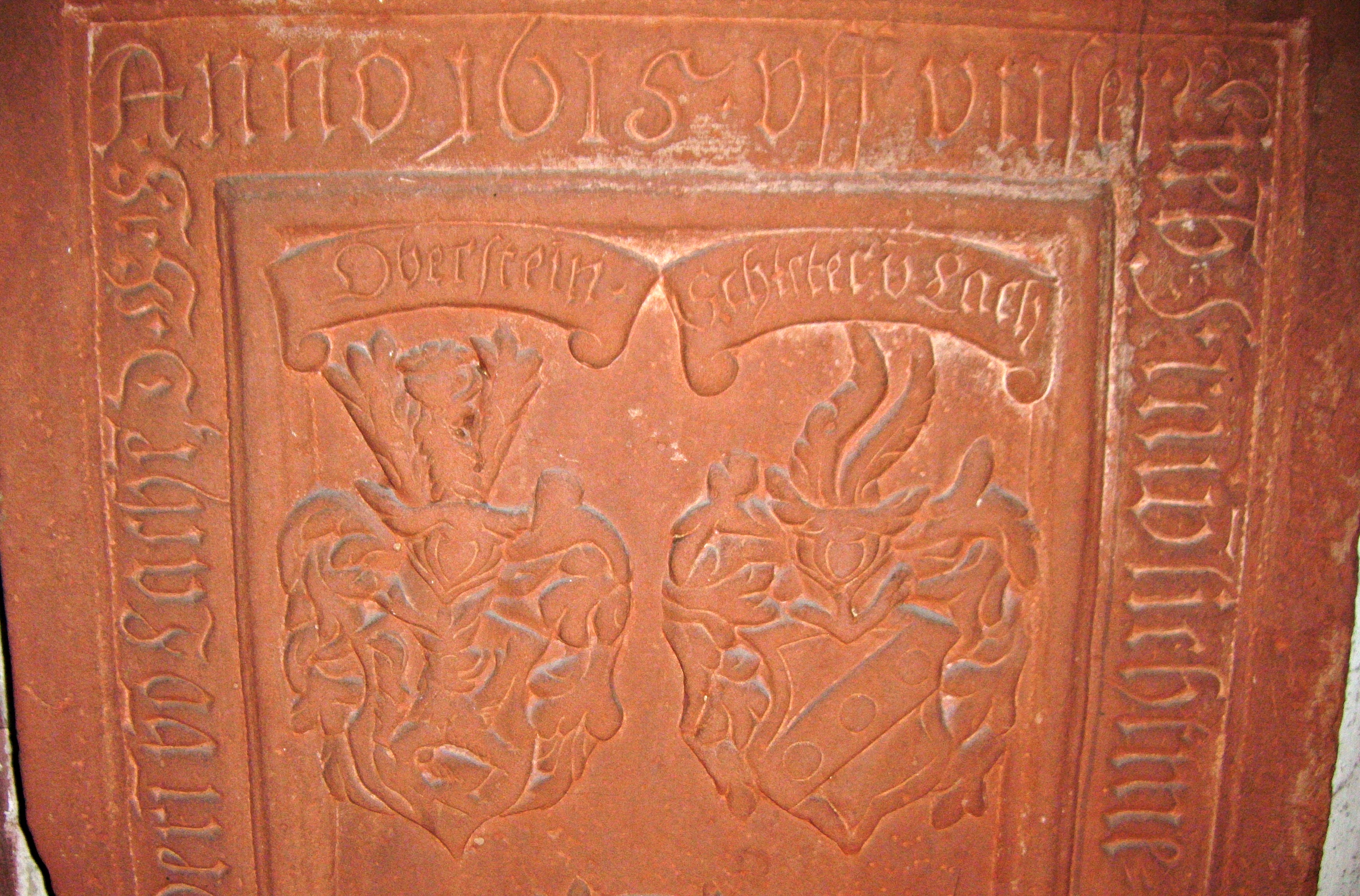
Armoiries Oberstein (à gauche), Schliederer von Lachen (à droite), de la pierre tombale de Rosina von Oberstein née Schliederer von Lachen, Église Notre-Dame de Worms